# Leblouh

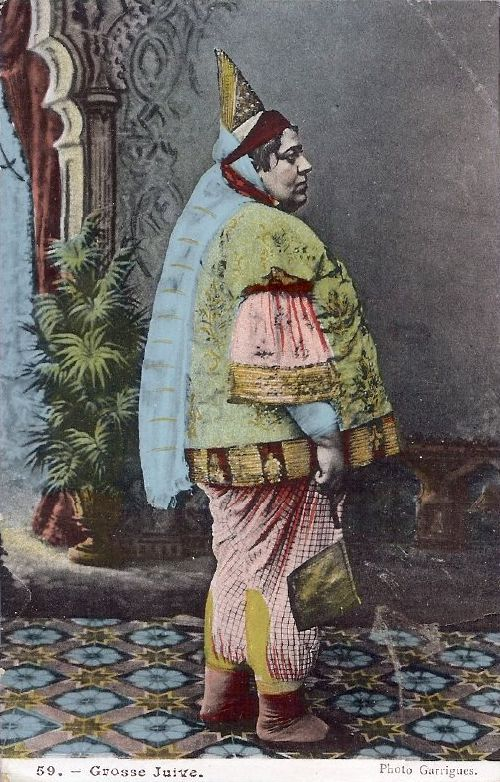
Židovská žena z ostrova Džerba

Leblouh je praktika vykrmování dívek na vdávání, což má zvýšit jejich atraktivitu. Uplatňuje se v kulturách, které považují tloušťku za znak zdraví a blahobytu. Mezi africkými kočovníky je vizitkou úspěšného muže, když manželkám dopřeje dostatek stravy a sedavý způsob života. Maurské přísloví praví, že „žena má v srdci svého muže tolik místa, kolik zabere v jeho posteli.“
Tato praxe byla historicky zaznamenána u Tuaregů, Sefarských Židů v Tunisku a Efiků na jihu Nigérie. Nejrozšířenější je stále na území Mauritánie, kde nabyla na intenzitě po vojenském převratu v srpnu 2008, kdy nový režim potlačil hnutí za ženská práva a nařídil dodržování starých zvyků. Zejména ve venkovských oblastech jsou ženy vystaveny značnému společenskému tlaku na dosažení požadovaných proporcí. Důvody pro leblouh jsou také ekonomické: dívka s nadváhou vypadá starší, takže ji rodina může dříve provdat a inkasovat věno.
Leblouhu jsou vystavena děvčata již od pěti let, kdy jsou pod dozorem starších žen zavírána v ohradách a nucena pozřít enormní množství vysoce kalorické stravy. Denní dávka činí až dva kilogramy jáhel maštěných máslem a dvacet litrů velbloudího mléka, což představuje více než 14 000 kalorií. Pokud některé z děvčat nedokáže toto množství strávit, je potrestáno bitím a drcením prstů. Dochází také k podávání steroidů podporujících nárůst hmotnosti. Leblouh vede ke zdravotním komplikacím jako je diabetes mellitus, hypertenze a apnoe, podle statistik je v Mauritánii obézních 18,5 procenta žen a pouze 6,6 procenta mužů. Organizace Equality Now proto požaduje zákaz leblouhu.